# Once Upon a Time (1.ª temporada)
A primeira temporada de Once Upon a Time estreou em 23 de outubro de 2011 e terminou em 13 de maio de 2012.
A temporada foi recebida com ótimos resultados e críticas, tornando-se uma das maiores audiências da emissora ABC. Também na época da primeira temporada, a série foi indicada a vários prêmios e nomeações, chegando a ser premiada como "Série Estreante Favorita" no TV Guide Awards de 2011.

## Sinopse
A série segue Emma Swan, uma solitária caçadora de recompensas que foi abandonada quando recém-nascida. Até que, no seu aniversário de 28 anos, Emma é abordada por um menino de dez anos que se identifica como seu filho, Henry, a quem a mesma deu para adoção ainda bebê. Não querendo um relacionamento com ele, Emma concorda em levá-lo de volta para sua casa, em uma pequena cidade chamada Storybrooke, no Maine, Estados Unidos. O que ela não sabe, porém, é que foi a Rainha Má quem enviou todas as pessoas do mundo encantado para tal lugar, após lançar uma poderosa maldição em toda a Floresta Encantada para obter sua vingança, fazendo com que todos os habitantes esquecessem quem realmente são, e começassem a viver novas vidas, com novas identidades e histórias.
Porém nem tudo está perdido. Antes da maldição se abater nos habitantes de tal reino, Branca de Neve e o Príncipe Encantado conseguem salvar a própria filha, que está destinada a ajudá-los quando completar 28 anos, segundo uma profecia. E foi assim que Emma chegou ao nosso mundo, sempre se perguntando o porque de ter sido abandonada pelos pais enquanto crescia. E Henry é o responsável por levá-la à cidade, contando sobre a maldição e fazendo-a ficar por lá por alguns dias. Por mais que não acredite nas palavras do filho, ela vê que aquele é um local nada comum; um lugar onde a mágica foi esquecida, mas ainda existe; onde personagens de contos de fadas estão vivos, sem se lembrar de quem são de verdade ou de onde vieram. Agora cabe a Emma aceitar o seu destino e lutar pela sobrevivência dos dois mundos.
Aos poucos, Emma acaba começando uma batalha interna em Storybrooke contra a prefeita Regina Mills, algo que começa a atrair aliados e inimigos para seu lado – incluindo o misterioso Sr. Gold, um ser profundo e ambicioso que parece estar lutando apenas por si próprio. Em cada episódio, uma história de contos de fadas é narrada em flashbacks, e personagens conhecidos, como Chapeuzinho Vermelho, Chapeleiro Maluco, Grilo Falante, Pinóquio, Cinderela, e vários outros, começam a ser explorados, simultaneamente em Storybrooke e no mundo dos contos de fadas, fazendo com que o quebra-cabeça para desvendar e quebrar a maldição comece a ser juntado.

## Elenco e personagens

### Principal
- Ginnifer Goodwin como Branca de Neve / Mary Margaret Blanchard
- Jennifer Morrison como Emma Swan
- Lana Parrilla como Rainha Má / Regina Mills
- Josh Dallas como Príncipe Encantado / David Nolan
- Eion Bailey como Pinóquio / August Wayne Booth
- Jared S. Gilmore como Henry Mills
- Raphael Sbarge como Grilo Falante / Dr. Archie Hopper
- Jamie Dornan como Caçador / Xerife Graham Humbert
- Robert Carlyle como Rumplestiltskin / Sr. Gold

### Recorrente
| - Meghan Ory como Chapeuzinho Vermelho / Ruby - Beverley Elliott como Widow Lucas / Granny - Lee Arenberg como Sonhador / Zangado / Leroy - Gabe Khouth como Atchim / Tom Clark - Michael Coleman como Feliz - David Paul Grove como Mestre - Giancarlo Esposito como Gênio / Espelho Mágico / Sidney Glass - Anastasia Griffith como Princesa Abigail / Kathryn Nolan - Keegan Connor Tracy como Fada Azul / Madre Superiora | - Faustino Di Bauda como Soneca / Walter - Mig Macario como Dengoso - Jeffrey Kaiser como Dunga - Alan Dale como Rei George / Albert Spencer - David Anders como Dr. Whale - Tony Perez como Henry - Sebastian Stan como Chapeleiro Maluco / Jefferson - Tony Amendola como Gepeto / Marco - Emilie de Ravin como Belle |

### Convidado
| - Kristin Bauer van Straten como Malévola - Jessy Schram como Cinderella / Ashley Boyd - Tim Phillipps como Príncipe Thomas / Sean Hermann - Richard Schiff como Rei Leopold - Geoff Gustafson como Anão Furtivo - Bailee Madison como Branca de Neve (jovem) - Barbara Hershey como Cora Mills / Rainha de Copas - Brad Dourif como Zoso - Gabrielle Rose como Ruth | - Amy Acker como Nova / Irmã Astrid - Alex Zahara como Rei Midas - Jesse Hutch como Peter - Harry Groener como Martin - Carolyn Hennesy como Myrna - Noah Bean como Daniel Colter - Emma Caulfield como a Bruxa Cega - Eric Keenleyside como Sir Maurice / Moe French |

## Episódios
| N.º na série | N.º na temp. | Título                                                                   | Dirigido por          | Escrito por                                                                  | Exibição original       | Audiência (milhões) |
| --- | ------------ | ------------------------------------------------------------------------ | --------------------- | ---------------------------------------------------------------------------- | ----------------------- | ------------------- |
| 1 | 1            | "Pilot" "(Piloto)" (BR)                                                  | Mark Mylod            | Edward Kitsis & Adam Horowitz                                                | 23 de outubro de 2011   | 12.93               |
| A vida de Emma Swan vira de cabeça para baixo quando ela é visitada por Henry, o filho de 10 anos de idade que ela deu para adoção há muito tempo; Emma leva Henry de volta à sua mãe adotiva em uma cidade estranha chamada Storybrooke. Enquanto isso, em um flashback da Floresta Encantada, uma maldição é lançada pela Rainha Má levando todos para outra terra onde ficam presos no tempo. |              |                                                                          |                       |                                                                              |                         |                     |
| 2 | 2            | "The Thing You Love Most" "(Aquilo Que Você Mais Ama)" (BR)              | Greg Beeman           | Edward Kitsis & Adam Horowitz                                                | 30 de outubro de 2011   | 11.74               |
| O povo de Storybrooke percebe que o relógio da torre voltou a se mover. Regina vê Emma como uma possível ameaça ao seu relacionamento com Henry e faz de tudo para força-la deixar, permanentemente, a cidade. Em um flashback da Floresta Encantada, são reveladas as terríveis circunstâncias em que a Rainha Má lançou sua maldição sobre a Floresta Encantada e o preço que ela teve que pagar, para conseguir isto. |              |                                                                          |                       |                                                                              |                         |                     |
| 3 | 3            | "Snow Falls" "(Neve e Paixão)" (BR)                                      | Dean White            | Liz Tigelaar                                                                 | 6 de novembro de 2011   | 11.45               |
| Por insistência de Henry, Emma convence Mary Margaret a visitar um homem que se encontra em coma no Hospital Geral de Storybrooke e ler para ele o livro de contos de fadas. Porém, o desconhecido acorda e foge. Em um flashback da Floresta Encantada, o primeiro encontro inesperado entre Branca de Neve e Príncipe Encantado é revelado. |              |                                                                          |                       |                                                                              |                         |                     |
| 4 | 4            | "The Price of Gold" "(O Preço da Magia)" (BR)                            | David Solomon         | David H. Goodman                                                             | 13 de novembro de 2011  | 11.36               |
| Emma é contratada pelo Sr. Gold para encontrar a adolescente Ashley Boyd, que está grávida. Em um flashback da Floresta Encantada, um acordo lamentável feito entre Cinderela e Rumplestiltskin é revelado. |              |                                                                          |                       |                                                                              |                         |                     |
| 5 | 5            | "That Still Small Voice" "(A Voz Interior)" (BR)                         | Paul Edwards          | Jane Espenson                                                                | 27 de novembro de 2011  | 10.69               |
| O xerife Graham contrata Emma como assistente, e uma mina abandonada ameaça desabar na periferia da cidade. Em um flashback da Floresta Encantada, o Grilo Falante quer deixar o negócio da família e partir em busca de sua própria aventura. |              |                                                                          |                       |                                                                              |                         |                     |
| 6 | 6            | "The Shepherd" "(O Pastor)" (BR)                                         | Victor Nelli          | Andrew Chambliss & Ian Goldberg                                              | 4 de dezembro de 2011   | 9.66                |
| David deve escolher entre ficar com Kathryn ou deixá-la para ficar com Mary Margaret, por quem ele se apaixonou profundamente e inexplicavelmente. Emma pega Graham em uma mentira. Em um flashback da Floresta Encantada, o Príncipe Encantado está prestes a encontrar um evento que vai alterar para sempre o seu destino. |              |                                                                          |                       |                                                                              |                         |                     |
| 7 | 7            | "The Heart Is a Lonely Hunter" "(O Coração é um Caçador Solitário)" (BR) | David M. Barrett      | Edward Kitsis & Adam Horowitz                                                | 11 de dezembro de 2011  | 8.92                |
| Um dos moradores da cidade começa a lembrar de seu passado na Floresta Encantada, e Storybrooke lamenta a perda de um dos seus cidadãos. Em um flashback da Floresta Encantada, a Rainha Má faz diversas tentativas para encontrar um assassino cruel para matar Branca de Neve. |              |                                                                          |                       |                                                                              |                         |                     |
| 8 | 8            | "Desperate Souls" "(Almas Desesperadas)" (BR)                            | Michael Waxman        | Jane Espenson                                                                | 8 de janeiro de 2012    | 10.35               |
| Emma concorre para o serviço público, com a ajuda do Sr. Gold, mas sem saber que ele entra na política suja. Regina fica presa num incêndio com Emma, e Emma caba por salva-las e ganha os votos de boa parte da cidade. Ao saber que o Sr. Gold armou o incêndio para Emma ganhar a eleição, Emma conta a todos os presentes no debate, e eles, impressionados por ela desafiar o Sr. Gold, a elegem no serviço público. Em um flashback da Floresta Encantada, Rumplestiltskin mata o Senhor das Trevas e toma o seu lugar, assustando seu filho. |              |                                                                          |                       |                                                                              |                         |                     |
| 9 | 9            | "True North" "(O Verdadeiro Norte)" (BR)                                 | Dean White            | David H. Goodman & Liz Tigelaar                                              | 15 de janeiro de 2012   | 9.83                |
| Emma tenta salvar duas crianças do sistema de adoção procurando seus pais biológico. Em um flashback da Floresta Encantada, a Rainha Má faz João e Maria roubarem um artefato crucial para matar Branca de Neve da Bruxa Cega. |              |                                                                          |                       |                                                                              |                         |                     |
| 10 | 10           | "7:15 A.M." "(O Café da Manhã)" (BR)                                     | Ralph Hemecker        | História por : Edward Kitsis & Adam Horowitz Roteiro por : Daniel T. Thomsen | 22 de janeiro de 2012   | 9.33                |
| David e Mary Margaret continuam a lidar com seu amor proibido. Em um flashback da Floresta Encantada, os eventos que levaram ao casamento do Príncipe Encantado com a filha do Rei Midas, Abigail, são revelados junto ao desejo ardente da Branca de Neve em aliviar seu coração partido. |              |                                                                          |                       |                                                                              |                         |                     |
| 11 | 11           | "Fruit of the Poisonous Tree" "(O Fruto da Árvore Venenosa)" (BR)        | Bryan Spicer          | Ian Goldberg & Andrew Chambliss                                              | 29 de janeiro de 2012   | 10.91               |
| Emma encontra-se alistada pelo abatido Sidney a ajudá-lo a descobrir evidências que poderiam expor os acordos abusivos de Regina. Mary Margaret continua a se encontrar com David secretamente numa tentativa de encontrar uma forma de satisfazer seu amor. Em um flashback da Floresta Encantada, pai de Branca de Neve, o Rei Leopoldo, encontra-se com um Gênio preso numa lâmpada mágica–que concede a Leopoldo três desejos–advertindo-o para ser cauteloso com o que ele deseja.                                                             |              |                                                                          |                       |                                                                              |                         |                     |
| 12 | 12           | "Skin Deep" "(Beleza Externa)" (BR)                                      | Milan Cheylov         | Jane Espenson                                                                | 12 de fevereiro de 2012 | 8.65                |
| Emma suspeita que o Sr. Gold está planejando fazer justiça com as próprias mãos quando um ladrão rouba a casa dele. Mary Margaret planeja uma "saída de garotas" especial no dia dos namorados com Ruby e Ashley. Em um flashback da Floresta Encantada, um acordo fatal feito entre Rumplestiltskin e Bela é revelado, no qual ela desiste de sua liberdade para salvar seu reino do terror da guerra dos ogros e se apaixona por Rumplestiltskin.                                                                                                 |              |                                                                          |                       |                                                                              |                         |                     |
| 13 | 13           | "What Happened to Frederick" "(O Que Aconteceu com Frederick)" (BR)      | Dean White            | David H. Goodman                                                             | 19 de fevereiro de 2012 | 9.84                |
| Com o seu amor cada vez mais forte, David finalmente concorda em contar a Kathryn sobre seu relacionamento com Mary Margaret e pôr fim ao seu casamento sem amor. Em um flashback da Floresta Encantada, o Príncipe Encantado continua sua busca por Branca de Neve. Ele concorda em ajudar Abigail em uma perigosa missão para recuperar algo precioso que foi perdido por ela. |              |                                                                          |                       |                                                                              |                         |                     |
| 14 | 14           | "Dreamy" "(Sonhador)" (BR)                                               | David Solomon         | Edward Kitsis & Adam Horowitz                                                | 4 de março de 2012      | 10.67               |
| Os improváveis aliados Mary Margaret e Leroy trabalham trabalham juntos por uma boa causa para ajudar as freiras de Storybrooke a vender suas velas durante o festival do dia do mineiro. Mas Leroy faz uma promessa a uma freira chamada Astrid, que ele pode não ser capaz de manter, e Emma tem uma visão diferente para o misterioso desaparecimento da esposa de David, Kathryn. Em um flashback da Floresta Encantada, Zangado encontra o amor proibido com a bela mas desajeitada fada Nova.                                                 |              |                                                                          |                       |                                                                              |                         |                     |
| 15 | 15           | "Red-Handed" "(A Capa Vermelha)" (BR)                                    | Ron Underwood         | Jane Espenson                                                                | 11 de março de 2012     | 9.29                |
| Depois de abandonar o restaurante da avó e ficar com a autoestima baixa, Ruby é contratada por Emma para ser sua assistente para ajudá-la a descobrir sua verdadeira vocação. Emma continua questionando David sobre o desaparecimento e possível assassinato de Kathryn. Em um flashback da Floresta Encantada, Chapeuzinho Vermelho anseia fugir com seu verdadeiro amor mas ela e seu companheiro viram prisioneiros quando um lobo sedento de sangue continua sua matança implacável.                                                           |              |                                                                          |                       |                                                                              |                         |                     |
| 16 | 16           | "Heart of Darkness" "(O Coração das Trevas)" (BR)                        | Dean White            | Andrew Chambliss & Ian Goldberg                                              | 18 de março de 2012     | 8.69                |
| Emma é forçada a prender Mary Margaret como suspeita de assassinar Kathryn e Sr. Gold é contratado para representá-la como seu advogado. Em um flashback da Floresta Encantada, Branca de Neve continua sendo afetada pela poção de Rumplestiltskin. |              |                                                                          |                       |                                                                              |                         |                     |
| 17 | 17           | "Hat Trick" "(O Chapéu Mágico)" (BR)                                     | Ralph Hemecker        | Vladimir Cvetko & David H. Goodman                                           | 25 de março de 2012     | 8.82                |
| A busca de Emma por Mary Margaret é colocada em espera quando ela é raptada por um homem com uma obsessão maluca por chapéus. Em um flashback da Floresta Encantada, a história do Chapeleiro Maluco é revelada, juntamente com uma missão secreta autorizada pela Rainha Má de viajar ao País das Maravilhas e roubar um artefato premiado da Rainha de Copas. |              |                                                                          |                       |                                                                              |                         |                     |
| 18 | 18           | "The Stable Boy" "(O Homem do Estábulo)" (BR)                            | Dean White            | Edward Kitsis & Adam Horowitz                                                | 1 de abril de 2012      | 8.36                |
| Emma continua sua exaustiva pesquisa por evidências que provem a inocência de Mary Margaret no assassinato da mulher de David, Kathryn. Em um flashback da Floresta Encantada, antes do mal dominar sua alma, Regina deve escolher entre trair sua mãe, Cora, e casar-se com o seu verdadeiro amor ou ficar noiva de um membro da realeza e viver uma vida indesejada. E o acontecimento que causou o ódio da Rainha Má pela Branca de Neve é revelado.                                                                                             |              |                                                                          |                       |                                                                              |                         |                     |
| 19 | 19           | "The Return" "(O Retorno)" (BR)                                          | Paul Edwards          | Jane Espenson                                                                | 22 de abril de 2012     | 9.08                |
| Sr. Gold procura saber a verdadeira identidade de August, Emma confronta com Regina sobre seu envolvimento no desaparecimento de Katheryn e David tenta se desculpar e se reconciliar com Mary Margaret. Em um flashback da Floresta Encantada, Rumplestiltskin concorda cumprir em fazer o que for possível para o seu filho encontrar um caminho seguro para que ele desista de seus poderes e volte a ser um pai amoroso como ele costumava ser.                                                                                                 |              |                                                                          |                       |                                                                              |                         |                     |
| 20 | 20           | "The Stranger" "(O Estranho)" (BR)                                       | Gwyneth Horder-Payton | Ian Goldberg & Andrew Chambliss                                              | 29 de abril de 2012     | 9.20                |
| August promete instruir Emma e a leva a uma jornada onde ele lhe mostrará como derrotar Regina e possivelmente obter a custódia de Heny. Com Mary Margaret retornando ao trabalho, Regina coloca em ação um plano para tentar seduzir David. Em um flashback da Floresta Encantada, com a maldição da Rainha Má prestes a atacar, Geppetto concorda com o plano para salvar a filha da Branca de Neve e do Príncipe Encantado, mas com a condição de que seu filho também seja salvo.                                                               |              |                                                                          |                       |                                                                              |                         |                     |
| 21 | 21           | "An Apple Red as Blood" "(Uma Maçã Vermelha Como Sangue)" (BR)           | Milan Cheylov         | Jane Espenson & David H. Goodman                                             | 6 de maio de 2012       | 8.95                |
| Henry pede a Emma que fique em Storybrooke e continue sua missão para salvar os moradores dos contos de fadas. Regina elabora um plano que possa eliminar Emma para sempre. Em um flashback da Floresta Encantada, Branca de Neve pede ajuda a seus companheiros Anões para atacar a Rainha Má e salvar o Príncipe Encantado. |              |                                                                          |                       |                                                                              |                         |                     |
| 22 | 22           | "A Land Without Magic" "(Uma Terra Sem Magia)" (BR)                      | Dean White            | Edward Kitsis & Adam Horowitz                                                | 13 de maio de 2012      | 9.66                |
| Emma e Regina se juntam para encontrar uma maneira de salvar a vida de Henry. Em um flashback da Floresta Encantada, o Príncipe Encantado tenta escapar das garras da Rainha Má para se reunir com a Branca de Neve, que sem que ele soubesse, já deu uma mordida na maçã envenenada da Rainha Má. |              |                                                                          |                       |                                                                              |                         |                     |